# Blankensee (Meseta de Lagos de Mecklemburgo)
Blankensee es un municipio situado en el Distrito de los Lagos de Mecklemburgo, en el estado federado de Mecklemburgo-Pomerania Occidental (Alemania). Tiene una población estimada, a fines de 2021, de 1634 habitantes.